# Brzyska (gemeente)
De gemeente Brzyska is een landgemeente in het Poolse woiwodschap Subkarpaten, in powiat Jasielski.
De zetel van de gemeente is in Brzyska.
Op 30 juni 2004 telde de gemeente 6207 inwoners.

## Oppervlakte gegevens
In 2002 bedroeg de totale oppervlakte van gemeente Brzyska 45,13 km², waarvan:
- agrarisch gebied: 71%
- bossen: 23%

De gemeente beslaat 5,43% van de totale oppervlakte van de powiat.

## Demografie
Stand op 30 juni 2004:
| Omschrijving                   | Totaal | Totaal | Vrouwen | Vrouwen | Mannen | Mannen |
| ------------------------------ | ------ | ------ | ------- | ------- | ------ | ------ |
| eenheid                        | aantal | %      | aantal  | %       | aantal | %      |
| inwoners                       | 6207   | 100    | 3099    | 49,9    | 3108   | 50,1   |
| bevolkingsdichtheid (inw./km²) | 137,5  | 137,5  | 68,7    | 68,7    | 68,9   | 68,9   |

In 2002 bedroeg het gemiddelde inkomen per inwoner 1305,64 zł.

## Plaatsen
sołectwo: Błażkowa, Brzyska, Dąbrówka, Kłodawa, Lipnica Dolna, Ujazd, Wróblowa.

## Aangrenzende gemeenten
Brzostek, gmina Jasło, Jasło, Jodłowa, Nowy Żmigród, Skołyszyn, Szerzyny